# لولا مورا
دولورس کندلاریا مورا وگا (به انگلیسی:Dolores Candelaria Mora Vega؛ ۱۷ نوامبر ۱۸۶۶–۷ ژوئن ۱۹۳۶) که بیشتر با نام حرفه‌ای لولا مورا (به انگلیسی: Lola Mora) شناخته شده یک مجسمه‌ساز اهل آرژانتین بود. او امروز به عنوان یک زن شورشی و پیشگام در عرصه هنر شناخته می‌شود.

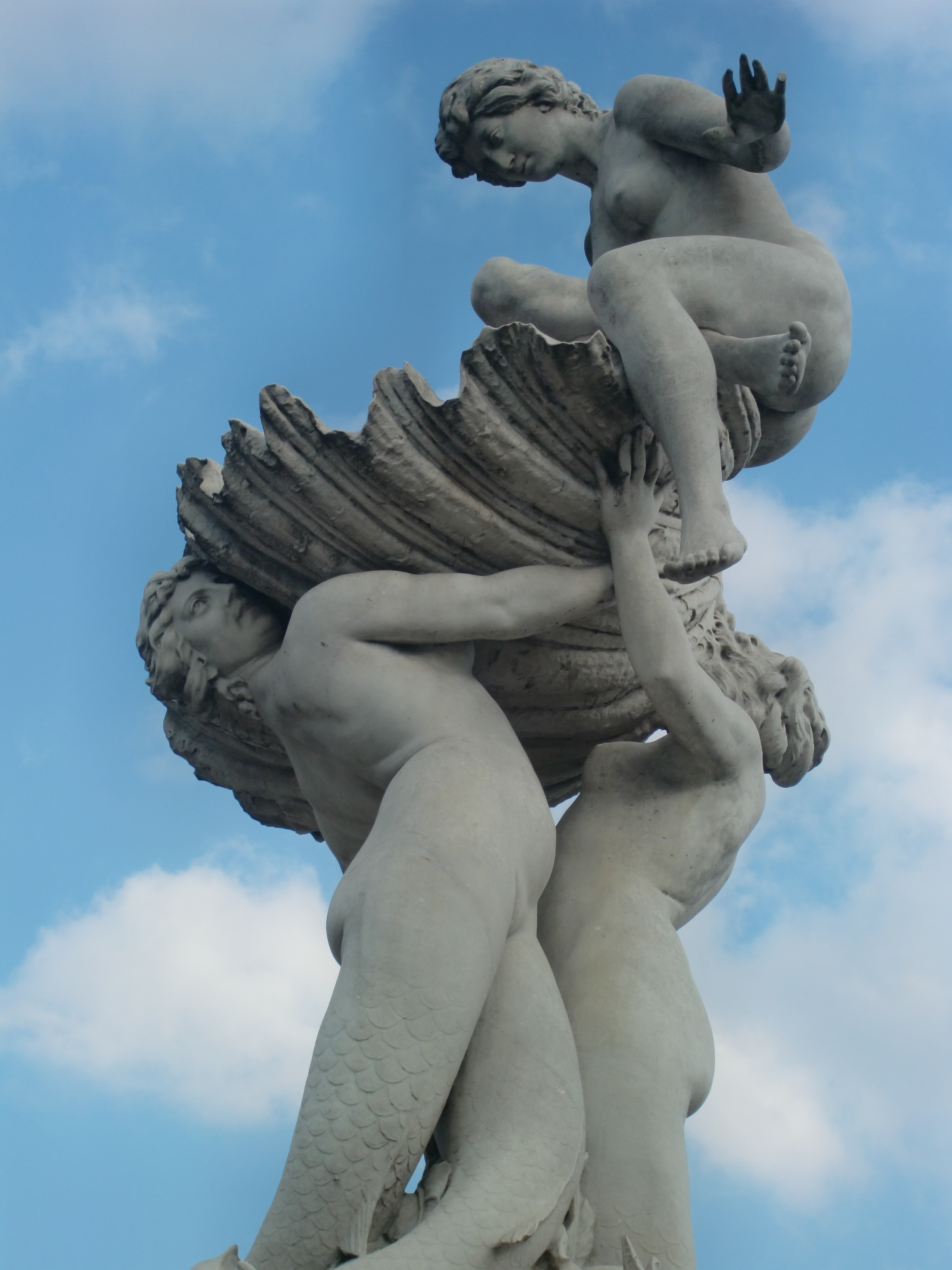
چشمه نریدس در بوئنوس آیرس

## زندگی
مورا در ۱۷ نوامبر ۱۸۶۶ در شهرکی به نام ال تلا در ایالت توکومان آرژانتین متولد شد او دختر یک ملاک مرفه بود. پدر و مادرش بر خلاف معمول آن زمان، تصمیم گرفتند تا بهترین و بالاترین حد آموزش را برای دختران خود فراهم کنند. در هفت سالگی در حدود سال ۱۸۷۴ در یک مدرسه شبانه‌روزی مشغول به تحصیل شد. ۱۹ ساله بود که در سال ۱۸۸۵ در عرض دو روز، هر دو پدر و مادرش را از دست داد و خواهر بزرگتر او پائولا مورا وگا مراقبت از کودکان یتیم را برعهده گرفت.
در ۲۰ سالگی او شروع به نقاشی پرتره کرد اما به زودی به مجسمه‌سازی از سنگ مرمر و گرانیت روی آورد. در ابتدا به مطالعه هنر در زادگاهش پرداخت و سپس با یک بورس تحصیلی در رم ایتالیا به تحصیل هنر ادامه داد. در سال ۱۹۰۰ او به آرژانتین بازگشت و با همکاری دولت به خلق آثار هنری مشغول شد.

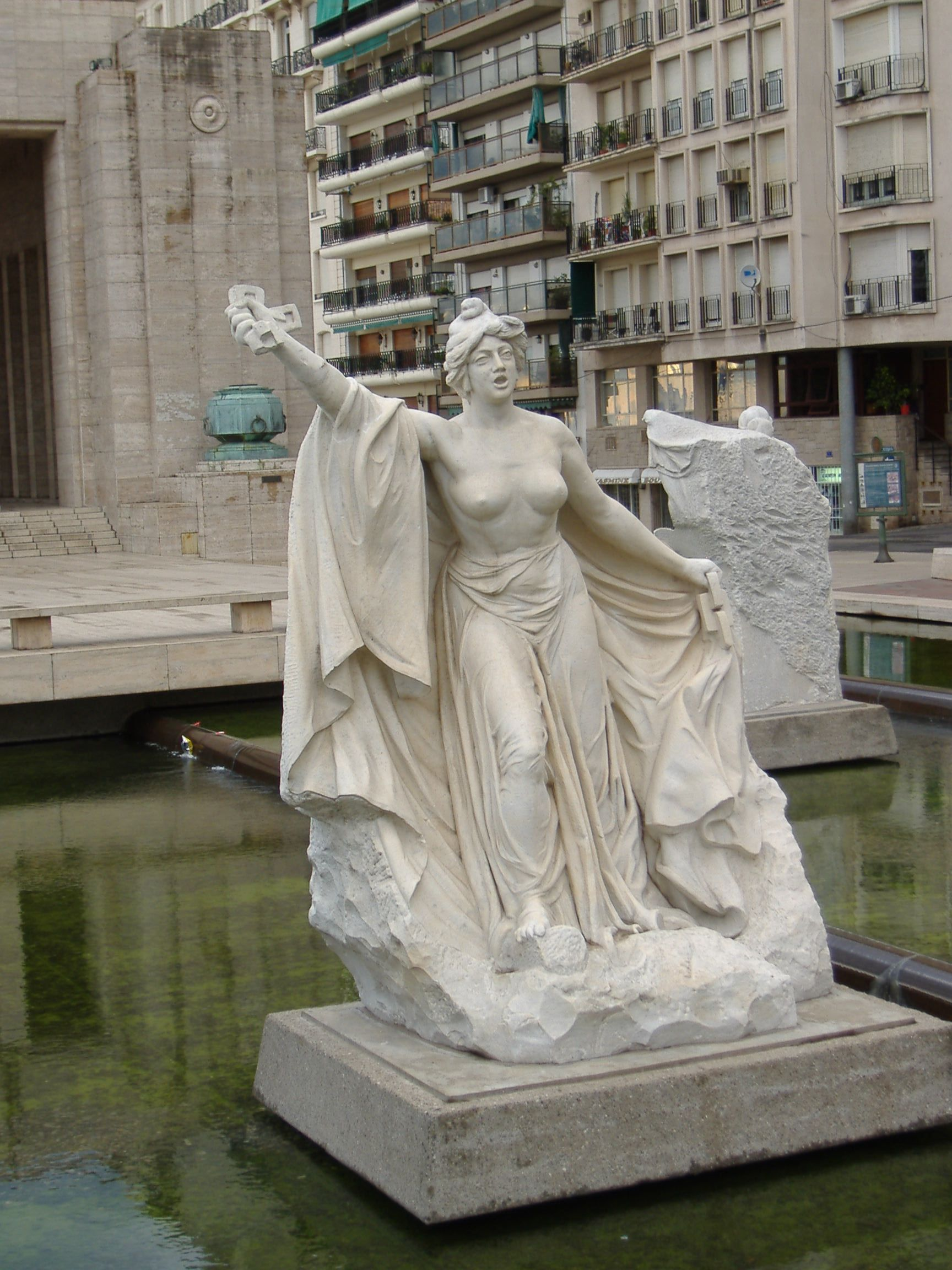
بنای یادبود آزادی در کنار بنای تاریخی به سوی پرچم در روساریو